# Petar Mandajiev
Petar Mandajiev, född den 6 november 1929, död i februari 2008, var en bulgarisk ryttare.
Han tog OS-silver i lagtävlingen i dressyren i samband med de olympiska ridsporttävlingarna 1980 i Moskva.